# 성게류

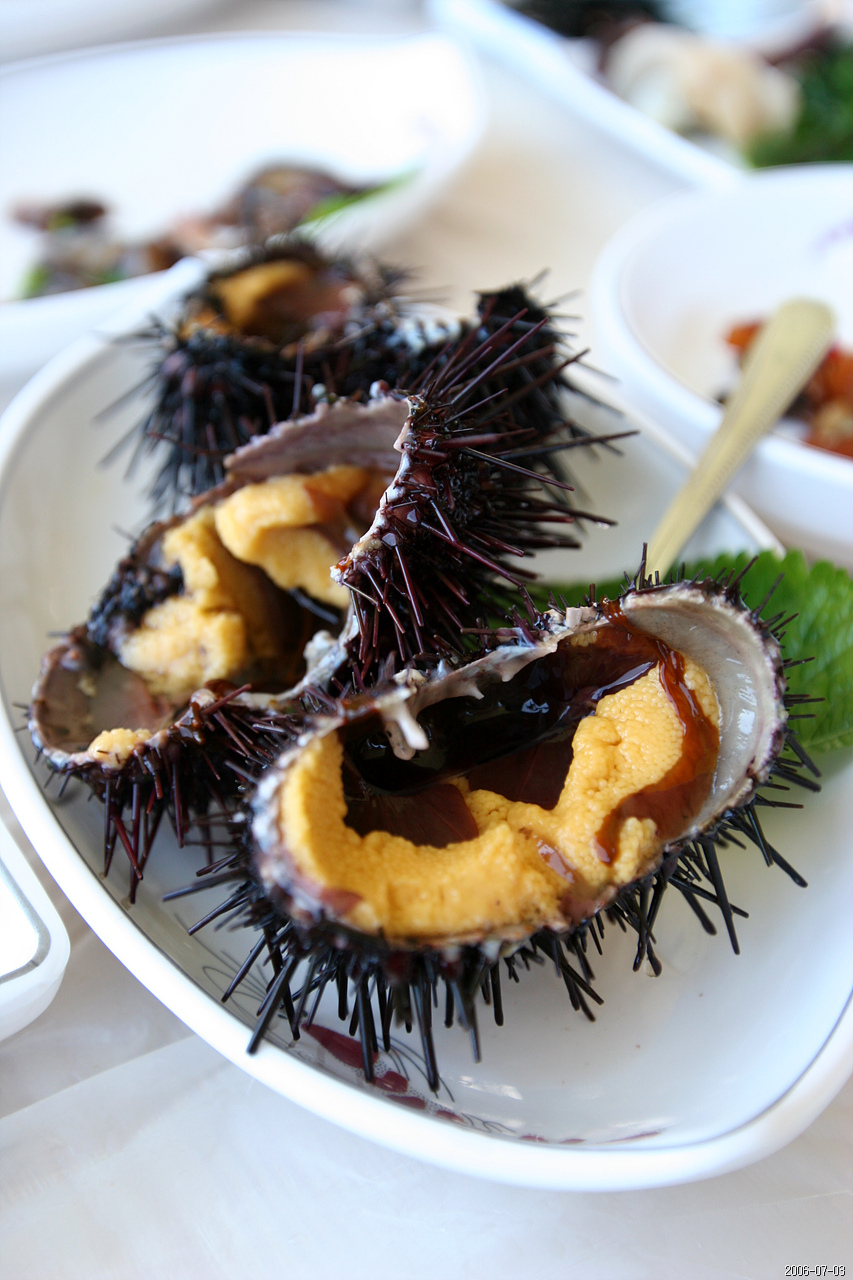
성게회

성게류(sea urchin)는 극피동물문 성게강을 이루는 동물들을 두루 일컫는 말이다. 성게류는 둥글고 몸 전체에 가시가 나 있어 밤송이와 비슷하게 생겼다. 그래서 밤송이조개라고도 부른다. 몸의 형태를 이루는 둥근 판에 가시가 나 있고, 빨대 모양으로 생긴 발이 줄지어 붙어 있다. 가시와 빨대처럼 생긴 발을 사용해서 움직이며, 가시는 여러 가지를 느낄 수 있다. 입은 몸통의 아래쪽에 있고, 항문은 입의 반대쪽인 몸통의 위에 있다.
모두 바다에서 살며 세계적으로 약 940종이 알려져 있고, 한국 해역에서는 약 30종이 알려져 있다. 몸은 구형·반구형·심장형 또는 편평한 반상(盤狀)이고 불가사리류와는 달리 팔을 가지지 않는다. 입은 몸의 아랫면 복판에 열려 있고 항문은 입과 반대쪽인 윗면 또는 뒷면에 열려 있다. 항문 주위에는 다섯 개의 생식판과 한 개의 천공판이 있는데, 생식판에는 각각 한개의 생식공이 있다. 입이 있는 부위를 위구부(圍口部)라고 하며 이곳의 가시는 이로 변하고, 안에 저작기(咀嚼器)가 있다. 이 저작기는 흔히 아리스토텔레스등이라고 불린다. 소화관은 길고 단순한 관이며, 몸 속을 돌고 있다. 성게류는 종류에 따라 식성이 다르기는 하지만, 많은 종류가 암석을 덮는 해조나 고착성 동물을 먹는다. 암수 딴 몸이고 다섯 개의 생식선이 각 간보대의 안쪽에 한 개씩 붙어 있다.
나팔성게·흰수염성게 등은 몸 표면에 독주머니가 달린 가시를 가지고 있으며 한번 박히면 잘 빠지거나 부러지지 않는다. 찔리면 피부가 부어오르며 통증을 느낀다. 보라성게·분홍성게·말똥성게 등은 생식선에 독특한 향기가 있어 날것으로 먹거나 젓갈을 담가 술안주나 반찬으로 먹는다. 씁쓸한 맛이 있는 알은 술안주로 쓰이거나 초밥에 얹어 먹기도 하며, 죽을 끓여 먹는다. 한국의 남·동해안에서는 5∼6월 사이 보라성게가 많이 채취된다.

## 번식
암컷 성게와 수컷 성게는 짝짓기를 할 때 수많은 난자와 정자를 바닷물 속에 뿌린다. 난자와 정자가 수정을 하면 수정란(알)이 형성된다. 수많은 알 중에서 어른 성게가 되는 알은 몇 개밖에 되지 않는다. 수정란이 발생과정을 거침에 따라 플루테우스라고 하는 유생의 형태를 뛴다. 플루테우스는 팔의 개수에 따라 2완기 4완기 8완기 등을 거쳐 성게로 발생된다.

## 하위 분류
2개 아강에 약 940여 종을 포함하고 있다.
- 의성게아강 (Perischoechinoidea) 또는 관극성게아강 (Cidaroidea)
  - 관극성게목 (Cidaroida)
- 진성게아강 (Euechinoidea)
  - Acroechinoidea
    - Aspidodiadematoida
    - 왕관성게목 (Diadematoida)
    - Micropygoida
    - Pedinoida

  - Carinacea
    - Calycina
      - Salenioida

    - 성게상목 (Echinacea)
      - 능치성게목 (Arbacioida)
      - 공치성게목 (Camarodonta) - 최근에 이전의 성게목을 포함하여 분류.
      - Stomopneustoida

  - Irregularia
    - Atelostomata
      - Holasteroida
      - 염통성게목 (Spatangoida)

    - Neognathostomata
      - Cassiduloida
      - 연잎성게목 (Clypeasteroida)
      - 만두등성게목 (Echinolampadoida)
      - 미분류 목
        - Apatopygidae

    - 미분류 상목
      - Echinoneoida

  - 미분류 하강
    - Echinothurioida

## 체계

### 근골격계
추가 정보: 생물학적 ‘테스트(test)’와 관족(tube feet)
성게의 내부 기관은 석회질로 된 융합된 판들로 이루어진 단단한 껍질인 테스트(test) 안에 들어 있으며, 이 껍질은 얇은 진피와 표피로 덮여 있습니다. 이 테스트는 성게의 대부분을 감싸고 있음에도 외골격이 아닌 내골격(endoskeleton) 으로 분류됩니다. 그 이유는 이 껍질이 얇은 근육과 피부층으로 덮여 있으며, 성게는 진정한 외골격을 가진 무척추동물들처럼 탈피할 필요가 없고, 테스트를 구성하는 판들이 동물의 성장에 따라 함께 자라기 때문입니다.
이 테스트는 단단하고 딱딱하며, 5개의 운반구(ambulacral groove) 와 그 사이에 위치한 5개의 더 넓은 비운반구(interambulacral area) 로 나뉘어 있습니다. 이 10개의 세로 열 각각은 두 세트의 판으로 구성되어 있으며, 총 20개의 열로 구성됩니다. 운반구판(ambulacral plates)에는 관족(tube feet) 이 돌출되는 작은 구멍 쌍들이 나 있습니다.
모든 판에는 뾰족한 가시(spine) 가 부착되는 둥근 결절(tubercle) 들이 덮여 있습니다. 이 가시들은 방어와 이동에 사용되며, 다양한 형태를 가지고 있습니다. 테스트의 내부 표면은 복막(peritoneum) 으로 덮여 있습니다. 성게는 수중의 이산화탄소를 니켈이 관여하는 촉매 작용을 통해 석회질(calcium carbonate)로 전환하여 테스트를 형성합니다.
대부분의 성게는 기본 가시(primary spines, 길다) 와 보조 가시(secondary spines, 짧다) 의 두 종류를 가지고 있으며, 이들은 몸 전체에 걸쳐 분포되어 있습니다. 가장 짧은 가시는 극(몸의 위아래)에, 가장 긴 가시는 적도 부위에 위치합니다. 대부분의 가시는 속이 비어 있고 원통형입니다. 테스트를 감싸고 있는 근육층의 수축으로 인해 가시들이 특정 방향으로 기울 수 있으며, 내부에 있는 콜라겐 섬유층은 부드러움과 단단함을 전환할 수 있어 가시를 한 자세로 고정(locking) 시킬 수 있습니다.
가시 사이에는 여러 형태의 소악기(pedicellaria) 들이 있는데, 이들은 턱이 달린 움직이는 자루 모양의 구조물입니다.
성게는 불가사리처럼 관족을 이용해 걸으면서 이동합니다. 일반적인 성게는 특정한 방향 없이 자유롭게 움직입니다. 관족은 테스트에 있는 구멍 쌍을 통해 몸 밖으로 돌출되며, 수관계(water vascular system) 에 의해 작동합니다. 이 수관계는 수압을 이용해 물을 관족 안팎으로 펌프질하며 작동합니다.
이동할 때에는 관족뿐만 아니라 가시도 몸을 밀거나 들어올리는 데 사용됩니다. 일반적으로 이동은 먹이를 찾기 위한 행동으로, 예를 들어 붉은 성게(Mesocentrotus franciscanus) 는 먹이가 충분할 때 하루에 약 7.5cm 정도 이동하며, 먹이가 부족할 경우 최대 50cm 까지 이동할 수 있습니다.
거꾸로 뒤집힌 성게는 관족을 순차적으로 붙이고 떼며, 가시를 조작해 몸을 굴려서 다시 바로 세울 수 있습니다. 일부 성게는 부드러운 퇴적물에 스스로 파묻기도 하고, Paracentrotus lividus 는 턱을 이용해 부드러운 암석에 굴을 파기도 합니다.

## 순환과 호흡 (Circulation and Respiration)
수관계(water vascular system) 는 마드레포라이트(madreporite) 에서 시작하여 가는 석관(stone canal) 을 통해 아래쪽으로 이어지며, 식도 주변을 둘러싸는 환관(ring canal) 에 도달합니다. 여기서부터 복사관(radial canals) 이 각 운반구(ambulacral area) 를 따라 뻗어나가며, 항문 반대쪽 극(aboral pole) 근처의 운반구 판(ambulacral plate) 을 통과하는 작은 촉수(tentacle) 에서 끝납니다. 이 복사관으로부터 측관(lateral canals) 이 갈라져 나와 팽대부(ampullae) 에 연결됩니다. 여기서 다시 두 개의 관이 한 쌍의 구멍을 통해 나가며, 관족(tube feet) 으로 이어집니다.[2]
성게는 소화관 주위의 장간막(mesenteries) 내에 복잡한 혈관망을 가진 혈계(hemal system) 를 가지고 있으나, 이 시스템의 작동 방식에 대해서는 아직 잘 알려져 있지 않습니다.[2] 그러나 주요 순환 체액은 체강(coelom, 일반적인 체강 공간) 을 채우고 있습니다. 이 체강액(coelomic fluid) 은 식세포 작용을 하는 체강세포(coelomocytes) 를 포함하고 있으며, 이들은 수관계와 혈관계를 통해 이동하며 내부 물질 운반과 기체 교환에 관여합니다. 체강세포는 혈액 응고에 필수적이며, 노폐물을 수집하고 아가미와 관족을 통해 체외로 적극적으로 제거하기도 합니다.[4]
대부분의 성게는 입 주위의 구막(peristomial membrane) 에 외부 아가미(external gills) 를 5쌍 가지고 있습니다. 이 아가미는 체강이 얇은 벽으로 돌출된 구조로, 이 아가미를 가진 성게들에게는 주요 호흡 기관입니다. 아리스토텔레스의 등불(Aristotle’s lantern) 과 관련된 근육은 이 아가미 내부로 체액을 펌프질할 수 있지만, 지속적인 흐름은 아니며, 산소가 부족할 때만 발생합니다.
관족(tube feet) 또한 호흡 기관으로 기능할 수 있으며, 심장성게(heart urchins) 와 달러성게(sand dollars) 와 같이 아가미가 없는 종들에서는 주요한 기체 교환 부위입니다. 각 관족 내부는 격막(septum) 에 의해 구획되어 있어, 들어오고 나가는 체액 흐름 간의 확산을 줄여줍니다.[2]
1. 1 2  “Animal Diversity Web – Echinoidea”. University of Michigan Museum of Zoology. 2021년 1월 5일에 확인함.